# Simulium pulchrum
Simulium pulchrum är en tvåvingeart som beskrevs av Philippi 1865. Simulium pulchrum ingår i släktet Simulium och familjen knott. Inga underarter finns listade i Catalogue of Life.